# Ас-Сабах, Дина
Ди́на Али́ Фахд ас-Са́лим ас-Саба́х (араб. دينا علي فهد السالم و الصباح‎; род. 28 февраля 1974, Бейрут) — женщина, являющаяся профессиональным бодибилдером, к 2006 бывшая первой и единственной женщиной-арабкой, которой выдали Pro Card от Международной федерации бодибилдинга (англ. International Federation of Bodybuilding, IFBB), а также первая арабская фитнес-бикини-атлетка, выступавшая на соревнованиях Олимпии.

## Биография
Дина ас-Сабах родилась в Бейруте в Ливане от отца-кувейтца и матери сирийско-турецкого происхождения. Она принадлежит к знаменитой арабской семье ас-Сабах: её дед — Фахд ас-Салим ас-Сабах (1906—1959), сын 9-го эмира Кувейта Салема. Детство провела в Египте, Марокко, Великобритании и Италии, поэтому овладела несколькими языками (свободно английским, французским и испанским, помимо родного арабского). Имеет несколько учёных степеней: бакалавр наук в электротехнике, магистр наук в телекоммуникациях и компьютерных технологиях и магистр делового администрирования в менеджменте.
Дина ас-Сабах начала силовые тренировки в Лондоне в 1991 году. Переехав в США в 1994 году в целях продолжения учёбы в Университете Джорджа Вашингтона, стала заниматься бодибилдингом более активно.
В 1999 году она впервые участвовала в профессиональных соревнованиях, а в 2001-м выиграла Monica Brant Fitness Classic и решила присоединиться к NPC Figure Nationals. При регистрации оказалось, что для участия в любых профессиональных квалификационных соревнованиях NPC она должна быть гражданкой США или получить рекомендацию Национальной федерации Кувейта, ассоциированную с IFBB, в чём из-за традиционализма арабского общества ей было отказано. После выигрыша ею нескольких непрофессиональных соревнований NPC, в 2002 году на неё обратили внимание Председатель NPC Джим Мэнион и сооснователь IFBB Бен Уайдер. В ноябре 2002 года IFBB выдало ей Pro card.
Вскоре Дина ас-Сабах получила известность, выиграв Jan Tana Figure Championships в 2003 году и заняв пятое место на Figure Olympia.
Сейчас Дина продолжает карьеру как фитнес-модель в таких спортивных журналах, как Oxygen, Ironman, American Curves, Muscle & Fitness, Muscle Mag International и Flex, а также является соведущей на Living Beautiful Radio.

## Соревновательная история
- 1999 — NGA Mount Rodgers Cup Novice, 2-е место
- 2000 — NPC EastCoast Tournament of Champions (MW), 4-е место
- 2000 — NPC BodyRock 2nd (LW), выиграла «Best Poser Award»
- 2001 — NPC Monica Brant Fitness Classic, 1-е место в категории (Tall) and Overall
- 2001 — NPC Jan Tana Figure 1-е место в категории (Tall) and Overall
- 2001 — NPC NorthEastern Figure Classic, 3-е место в категории (Tall)
- 2002 — NPC Pittsburgh Figure Championship, 3-е место в категории (Tall)
- 2002 — NPC Bev Francis Atlantic States Figure Championship, 1-е место в категории (Tall) and Overall
- 2002 — NPC Debbie Kruck Figure Classic, 1-е место в категории (Tall) and Overall
- 2002 — NPC NorthEast Figure Classic, 1-е место в категории (Tall) and Overall
- 2003 — IFBB Pittsburgh Pro Figure, 4-е место
- 2003 — IFBB NOC Figure Championships, 6-е место
- 2003 — IFBB NY Pro Figure Championships, 2-е место
- 2003 — IFBB Jan Tana Pro Figure, 1-е место
- 2003 — IFBB Miss Figure Olympia, 5-е место
- 2003 — IFBB GNC Show of Strength, 3-е место
- 2004 — IFBB Figure International, 7-е место
- 2004 — IFBB GNC Show of Strength, 14-е место
- 2004 — IFBB Miss Figure Olympia, 13-е место
- 2006 — IFBB Tournament of Champions Pro Figure, 9-е место
- 2006 — IFBB Palm Beach Pro Figure, 12-е место
- 2006 — IFBB Sacrament Pro Figure, 8-е место
- 2010 — IFBB PBW Tampa Pro Bikini, 6-е место
- 2010 — IFBB Jacksonville Pro Championships, 5-е место
- 2010 — IFBB Tournament of Champions, 5-е место
- 2010 — IFBB Detroit Pro, 3-е место
- 2010 — IFBB Bikini Olympia, 10-е место